# Gauliga Mittelrhein 1935/36
De Gauliga Mittelrhein 1935/36 was het derde voetbalkampioenschap van de Gauliga Mittelrhein. CfR Köln werd kampioen en plaatste zich voor de eindronde om de Duitse landstitel, waar de club in de groepsfase uitgeschakeld werd.

## Eindstand
| Plaats | Club                  | Wed. | W | G | V  | Saldo | Ptn.  |
| ------ | --------------------- | ---- | - | - | -- | ----- | ----- |
| 1.     | CfR Köln              | 18   | 9 | 6 | 3  | 44:25 | 24:12 |
| 2.     | TuRa Bonn             | 18   | 9 | 5 | 4  | 39:25 | 23:13 |
| 3.     | Bonner FV 01          | 18   | 9 | 3 | 6  | 31:29 | 21:15 |
| 4.     | Mülheimer SV 06       | 18   | 8 | 4 | 6  | 36:22 | 20:16 |
| 5.     | Kölner SC 1899        | 18   | 9 | 2 | 7  | 34:28 | 20:16 |
| 6.     | SpVgg Sülz 07         | 18   | 6 | 7 | 5  | 26:29 | 19:17 |
| 7.     | VfR 1904 Köln         | 18   | 7 | 3 | 8  | 36:32 | 17:19 |
| 8.     | TuS Neuendorf         | 18   | 6 | 5 | 7  | 33:40 | 17:19 |
| 9.     | SV Westmark 05 Trier  | 18   | 4 | 3 | 11 | 28:39 | 11:25 |
| 10.    | SV Eintracht 06 Trier | 18   | 3 | 2 | 13 | 20:58 | 8:28  |

|  | Kampioen, geplaatst voor nationale eindronde |
|  | Degradatie naar Bezirksliga                  |

## Promotie-eindronde

### Groep A
| Plaats | Club                 | Wed. | Saldo | Ptn. |
| ------ | -------------------- | ---- | ----- | ---- |
| 1.     | SpVgg 1910 Andernach | 6    | 18:9  | 10:2 |
| 2.     | VfL Poll             | 6    | 17:10 | 8:4  |
| 3.     | FC Wittlich          | 6    | 10:12 | 5:7  |
| 4.     | SV Eitorf            | 6    | 8:22  | 1:11 |

|  | Promotie naar Gauliga Mittelrhein 1936/37 |

### Groep B
| Plaats | Club               | Wed. | Saldo | Ptn. |
| ------ | ------------------ | ---- | ----- | ---- |
| 1.     | SV Beuel 06        | 4    | 15:3  | 7:1  |
| 2.     | FV 07 Engers       | 4    | 8:4   | 3:5  |
| 3.     | SpVgg 08 Oberstein | 4    | 11:17 | 2:6  |